# Hemiberlesia chipponsanensis
Hemiberlesia chipponsanensis är en insektsart som först beskrevs av Takahashi 1935.  Hemiberlesia chipponsanensis ingår i släktet Hemiberlesia och familjen pansarsköldlöss.
Artens utbredningsområde är Taiwan. Inga underarter finns listade i Catalogue of Life.